# Gabriel Esparza (calciatore)
Cristian Gabriel Esparza (Aguilares, 30 gennaio 1993) è un calciatore argentino, attaccante del Temperley.

## Caratteristiche tecniche
È un'ala destra.

## Carriera
Cresciuto nelle giovanili del San Lorenzo, ha esordito in prima squadra il 18 luglio 2014 in occasione del match di Copa Argentina vinto 2-0 contro l'Almirante Brown.

## Statistiche

### Presenze e reti nei club
Statistiche aggiornate al 6 luglio 2018.
| Stagione         | Squadra          | Campionato       | Campionato | Campionato | Coppe nazionali | Coppe nazionali | Coppe nazionali | Coppe continentali | Coppe continentali | Coppe continentali | Altre coppe | Altre coppe | Altre coppe | Totale | Totale | Totale |
| Stagione         | Squadra          | Comp             | Pres       | Reti       | Comp            | Pres            | Reti            | Comp               | Pres               | Reti               | Comp        | Pres        | Reti        | Pres   | Reti   |        |
| ---------------- | ---------------- | ---------------- | ---------- | ---------- | --------------- | --------------- | --------------- | ------------------ | ------------------ | ------------------ | ----------- | ----------- | ----------- | ------ | ------ | ------ |
| 2013-2014        | San Lorenzo      | PD               | 0          | 0          | CA              | 2               | 0               | CL                 | 0                  | 0                  |             | -           | -           | 2      | 0      |        |
| 2014             | San Lorenzo      | PD               | 2          | 0          |                 | -               | -               |                    | -                  | -                  |             | -           | -           | 2      | 0      |        |
| 2015             | Temperley        | PD               | 18         | 2          | CA              | 2               | 0               |                    | -                  | -                  |             | -           | -           | 20     | 2      |        |
| 2016             | Temperley        | PD               | 10         | 1          | CA              | 0               | 0               |                    | -                  | -                  |             | -           | -           | 10     | 1      |        |
| Totale Temperley | Totale Temperley | Totale Temperley | 28         | 3          |                 | 2               | 0               |                    | -                  | -                  |             | -           | -           | 30     | 3      |        |
| 2016-2017        | San Lorenzo      | PD               | 3          | 0          | CA              | 1               | 0               | CS                 | 0                  | 0                  |             | -           | -           | 4      | 0      |        |
| 2016-2017        | Puebla           | LMX              | 14         | 1          | CMA+CMC         | 0               | 0               |                    | -                  | -                  |             | -           | -           | 14     | 1      |        |
| 2018-2018        | Puebla           | LMX              | 7          | 0          | CMA+CMC         | 3+0             | 0               |                    | -                  | -                  |             | -           | -           | 7      | 0      |        |
| Totale Puebla    | Totale Puebla    | Totale Puebla    | 21         | 1          |                 | 3               | 0               |                    | -                  | -                  |             | -           | -           | 24     | 1      |        |
| 2018             | Guaraní          | PD               | 16         | 5          |                 | -               | -               | CL                 | 3                  | 0                  |             | -           | -           | 19     | 5      |        |
| Totale carriera  | Totale carriera  | Totale carriera  | 70         | 9          |                 | 8               | 0               |                    | 3                  | 0                  |             | -           | -           | 81     | 9      |        |